# Art Ensemble of Chicago

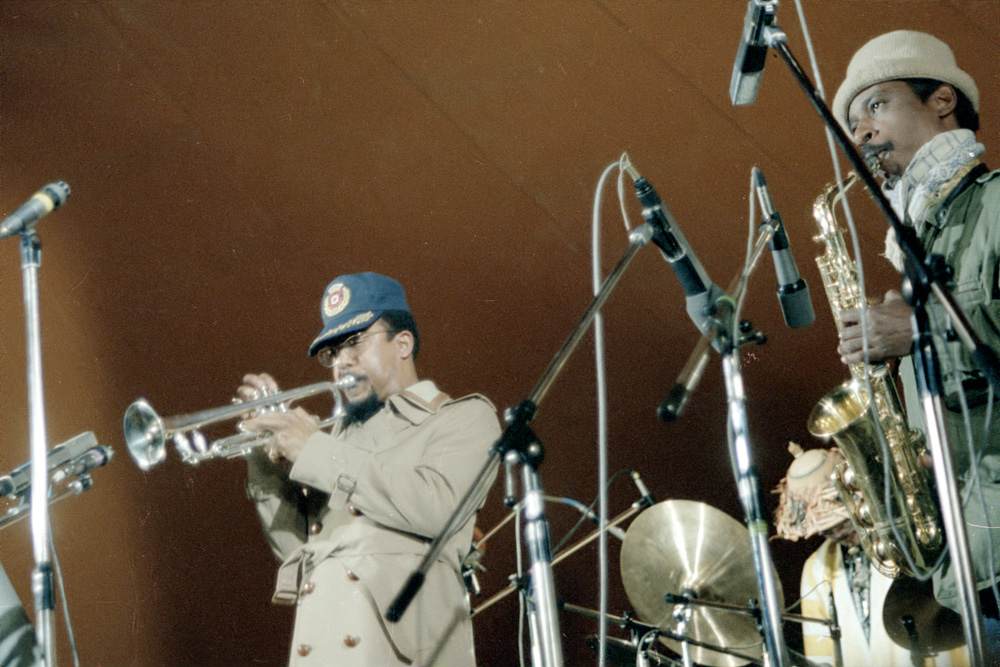
Art Ensemble of Chicago, New Jazz Festival Moers (Moers Festival) 1978

Das Art Ensemble of Chicago ist eine avantgardistische Jazzformation, die in den 1960er Jahren in Chicago gegründet wurde. Das Ensemble ist der Ästhetik der „Association for the Advancement of Creative Musicians“ im Chicago der 1960er Jahre verpflichtet und bestand zunächst nur aus Mitgliedern dieser Vereinigung. Es gilt als eine der beständigsten Einheiten, die sich der freien Improvisation und modernen Jazzkompositionen widmen.

## Einordnung
Das Ensemble vertritt eine spezifische Variante des modernen Jazz, die besonderen Wert auf die schwarze Identität der afro-amerikanischen Musiker und die afrikanischen Wurzeln des Jazz legt. Dazu gehört, dass afrikanische Instrumente eingeführt wurden, Melodik wie Rhythmik sich häufig auf afrikanische Quellen beziehen, die Musiker oft in afrikanisch inspirierter Kleidung und bemalten Gesichtern auftraten. Eines der Markenzeichen der Musik dieser Formation ist die Vielfalt der von ihren Mitgliedern gespielten Instrumente. Musik, Tanz, Pantomime und Wort wurden zu einer Art „ritualisierten Theaters“. Die Gruppe zeigte durch die Rückgriffe auf die gesamte Tradition afroamerikanischer Musik „einen Ausweg aus der Sackgasse der Abstraktion auf und wurde zu einer Schlüsselgruppe der 1970er und 1980er Jahre.“

## Entwicklung
Initiiert von dem Saxofonisten Roscoe Mitchell veröffentlichte 1966 sein „Roscoe Mitchell Sextett“ die LP „Sound“ und trat erstmals am 3. Dezember 1966 im Chicagoer Harper Theater unter dem Namen „Roscoe Mitchell Art Ensemble“ auf. Ihm gehörten neben Mitchell unter anderem Lester Bowie (Trompete) und Malachi Favors Maghostut (Malachi Favors) (Bass) an. Die AACM-Mitglieder Joseph Jarman (Saxofon) und Phillip Wilson (Schlagzeug) kamen 1967 hinzu. In diesem Jahr erschienen die ersten Schallplatten-Aufnahmen (teilweise wirkten hierbei auch andere Musiker wie Thurman Barker, Robert Crowder und Charles Clark mit). Diese Musiker arbeiteten in unterschiedlichen Zusammensetzungen und Bandnamen schon seit Jahren zusammen.
Nach dem frühen Tod des Pianisten Christopher Gaddy und des Bassisten Charles Clark, mit denen (und Thurman Barker) Jarman 1968 zusammengearbeitet hatte, kam es zu einer Reaktivierung der Konstellation von Bowie, Mitchell, Jarman, Favors sowie Philip Wilson (der die Gruppe 1969 nach sehr kurzer Zeit verließ, um sich der Paul Butterfield Blues Band anzuschließen). Während einer von Lester Bowie angeregten und finanziell geförderten längeren Tournee durch Frankreich (ab Frühsommer 1969), kam es zur Änderung des Namens, als ein französischer Veranstalter die Band als „Art Ensemble of Chicago“ ankündigte. Die Frankreich-Tournee des Quartetts sowie in Europa aufgenommene Schallplatten waren ein großer Erfolg und begründeten die bald internationale Anerkennung des Ensembles. Es kam zu Tourneen und Aufnahmen mit der Sängerin Brigitte Fontaine (Comme à la radio). Einladungen zu dem SWF Free Jazz Meeting Baden-Baden und dem Deutschen Jazzfestival führten zu einem intensiven Austausch mit europäischen Musikern des Free Jazz.
Trat das Ensemble in Europa anfänglich ohne Schlagzeuger auf, wurde 1970 der Perkussionist Famoudou Don Moye in die Band aufgenommen. Nach der Teilnahme am Baden-Badener Free-Jazz-Treffen und weiteren Festivals führte 1971 eine Europa-Tournee die Band in viele europäische Städte. Im April 1972 kehrten die Musiker zurück in die Vereinigten Staaten. Das Quintett, bestehend aus Bowie, Favors, Jarman, Mitchell und Moye spielte in dieser Besetzung bis zum Jahre 1993 und hatte nun auch in den USA Erfolge, etwa auf dem Newport Jazz Festival 1973.
1974, 1978 und 1980 trat das Ensemble auf dem Montreux Jazz Festival und weiteren europäischen Jazz-Festivals auf, 1976 auf den Berliner Jazztagen und ging auch auf Japan-Tourneen. Es bestätigte seinen Ruf als eine der innovativsten Jazzgruppen der 1970er. 1977 begann längere Zusammenarbeit mit dem deutschen Schallplatten-Label ECM; 1979 erschien die LP Nice Guys. Die in diesem Rahmen entstandene LP Full Force kürten die amerikanischen Zeitschriften Down Beat, Melody Maker und Stereo Review zur besten Jazz-Veröffentlichung des Jahres 1980. Auf dem renommierten Jazz-Festival von Montreux (Schweiz), erhielt sie den Grand Prix Diamont.
Mitte der 1970er-Jahre adoptierte Moye den Namen „Famoudou“ von einem guineischen Schlagzeuger, den er bewunderte, während Favours den Nachnamen „Maghostus“ als Hommage an eine ägyptische Gottheit und einen Pharao annahm. Das Art Ensemble of Chicago gehörte seit 1980 zu den international bedeutendsten Jazz-Bands seiner Zeit. Die Musiker der Gruppe arbeiteten zum Teil parallel mit anderen musikalischen Konstellationen, zum Beispiel Lester Bowie mit seiner Band Brass Fantasy, Roscoe Mitchel mit der Note Factory (ECM 1997).
Von 1987 an nahm das Art Ensemble eine Reihe bemerkenswerter CDs mit dem japanischen Label DIW Records auf. 1990/1991 kooperierte das Art Ensemble mit der südafrikanischen Gruppe Amabutho, einem schwarzen Männerchor. Nach Auftritten in Südafrika und einer CD-Aufnahme (Art Ensemble of Soweto) unternahm diese Konstellation eine ausgedehnte Europa-Tournee, manchmal ergänzt um Bowies Brass Fantasy. Unter dem Reihen-Titel Dreaming of the Masters erschienen Hommage-Alben für Thelonious Monk (1992 mit Gastmusiker Cecil Taylor) und John Coltrane ebenso wie für Bob Marley, Otis Redding und Jimi Hendrix (Ancient to the Future). 1993 verließ Jarman die Formation.
1996 erschien die CD Coming Home Jamaica (Birdology/Warner). Anlass des Projektes war zunächst die Zusammenarbeit mit einem jamaikanischen Obstsaft-Produzenten für Werbezwecke. Diese Veröffentlichung, die das Ende der Zusammenarbeit mit DIW markierte, brachte dem Art Ensemble of Chicago nach längerer Pause erneut stärkere internationale Aufmerksamkeit. Nach Bowies frühem Tod 1999 arbeitete das Art Ensemble nach kurzer Zeit mit Ari Brown als Trio weiter, beteiligte allerdings regelmäßig andere Musiker bei Auftritten und Platten-Aufnahmen. 2003 trat Jarman wieder in die Band ein und im gleichen Jahr trat das „Art Ensemble of Chicago“ mit dem Etikett „Reunion“ (Wiedervereinigung) in Italien auf (CD Reunion, 2003).
Malachi Favors Maghostut starb 2004 während der Einspielung des Albums Sirius Calling. Der Trompeter Corey Wilkes und der Bassist Jaribu Shahid wurden im selben Jahr Ensemble-Mitglieder. Eine Live-Aufnahme dieses Quintetts erschien 2006 als Doppel-CD. Die Gruppe wurde 2017 reaktiviert mit dem Trompeter Hugh Ragin, der Cellistin Tomeka Reid, den Bassisten Shahid und Junius Paul sowie den frühen Mitgliedern Mitchell und Moye. Jarmans Mitwirkung war aber eine einmalige Episode. 2018 trat das Art Ensemble mit Gästen in einer 11-köpfigen Formation beim Berliner Jazzfest auf; während der Auftritt für einen Teil der Kritik „altbacken“ wirkte oder an „kammermusikalische Konvention“ erinnerte fanden andere den Auftritt „hübsch“. 2020 spielte die mit 16 Instrumentalisten und vier Perkussionisten wiederum großformatige Formation, die trotz neuer Musik „in der Klangwelt des Quintetts“ wurzelt und nichts „von ihrer Magie“ eingebüßt hat.

## Leitbild
Bereits auf den frühen Alben aus Paris wurde (mit einem entsprechenden Untertitel) betont, dass das Ensemble „Great Black Music“ spielte. Diesen Begriff, den Bowie und Favours Ende der 1960er Jahre als Motto für die AACM als Ganzes prägten und der später von Favours zu „Great Black Music – Ancient to the Future“ ergänzt wurde, spiegelt zum einen das Selbstwertgefühl der Bandmitglieder. „Wir wollen das Stigma des Jazz vermeiden“, sagte Bowie über den Begriff in einem Interview, das in Paul Steinbecks Art-Ensemble-Monografie „Message to Our Folks“ aus dem Jahr 2017 zitiert wird.
„Wenn du ‚Jazz‘ sagst, heißt das ‚uh-oh‘: Du bist der am schlechtesten bezahlte Typ auf dem Konzert, du hast das schlechteste Hotel, du wirst am wenigsten respektiert. Der Name ‚Great Black Music‘ erzeugt mehr Respekt.“
Zweitens handelte es sich um ein ästhetisches Leitbild des Art Ensemble. Dessen Mitglieder begrüßten die aktuelle Jazz-Avantgarde, insbesondere die Arbeit von Ornette Coleman, aber für sie bedeutete die Auseinandersetzung mit dem Neuen nicht eine Ablehnung dessen, was vorher war oder was sie noch um sich herum hörten. Ihr 1969 erschienenes Album Message to Our Folks enthielt etwa Interpretationen des Gospel-Klassikers „Old Time Religion“ und des Charlie-Parker-Bebop-Titels „Dexterity“ sowie des offenen, an James Brown erinnernden „Rock Out“. Darüber hinaus empfanden die Musiker die sich schnell herauskristallisierende Ästhetik des Free Jazz an der Ostküste der USA, die oft eine brodelnde Intensität bevorzugte, als einschränkend.

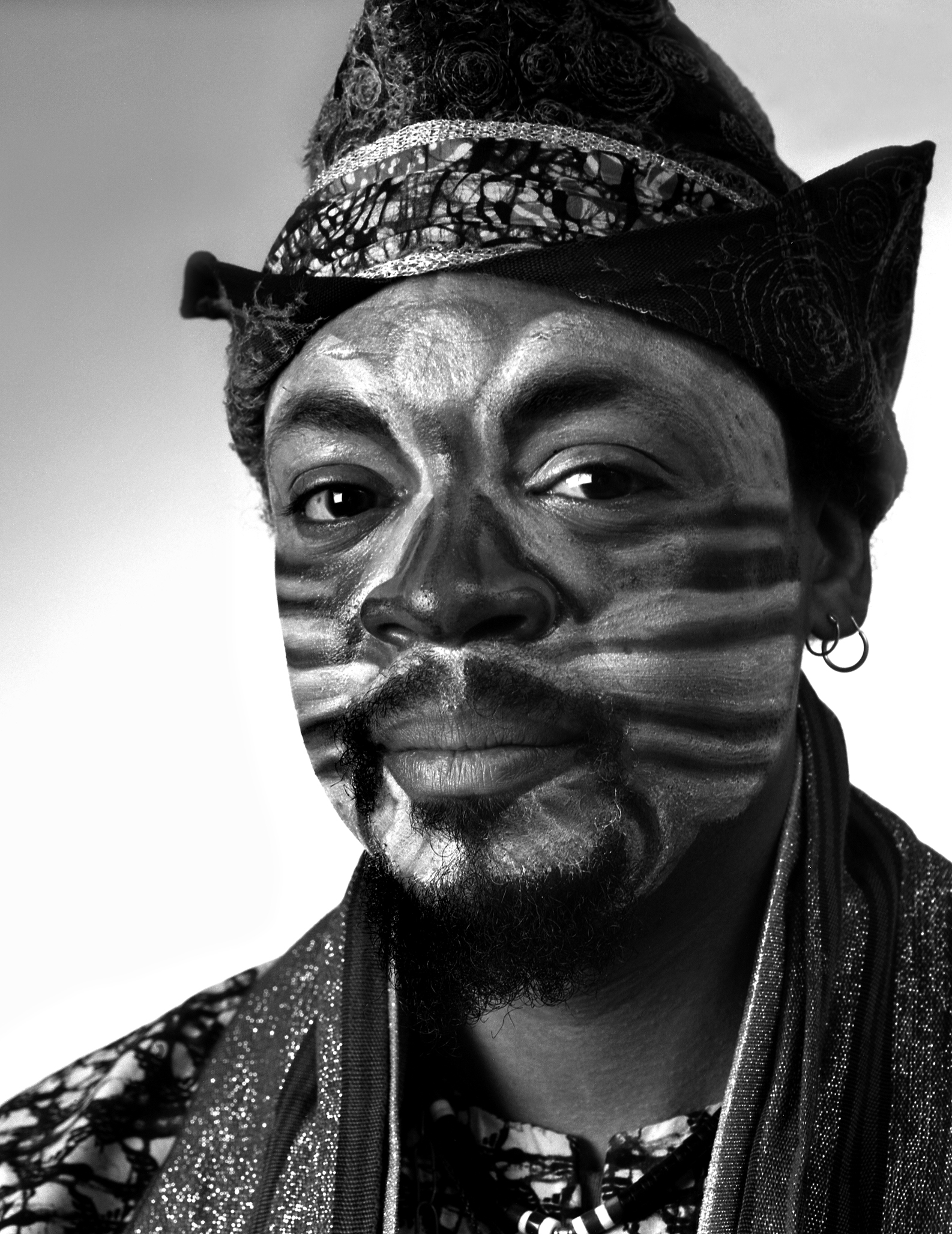
Don Moye (1982)

„Rhythm & Blues, Rock'n'Roll, Spirituals, Swing, Dixie, Reggae, Bebop, Funk – all diese Dinge stehen uns als Praktikern der Great Black Music zur Verfügung“, sagte Jarman in einem Interview mit dem Musikkritiker Martin Johnson.

## Nachwirkung
Nach über 50 Jahren existiert das Art Ensemble immer noch, obwohl Mitchell und Moye inzwischen verschiedene jüngere Künstler verpflichtet haben, darunter die Dichterin und genreübergreifenden Experimentalistin Moor Mother sowie die AACM-Mitglieder Nicole Mitchell, Tomeka Reid und den Bassisten Junius Paul. Dennoch ist die Herkunft der Gruppe für eine jüngere Generation von Hörern schwer nachzuvollziehen, meint Hank Shteamer. In den letzten Jahren, als die Musik und Ästhetik von John und Alice Coltrane und Pharoah Sanders in einer neuen Welle des Spiritual Jazz weithin gefeiert und adaptiert wurden, sind eindeutige Nachkommen des Art Ensemble weitaus seltener. Einige, die auf Aspekten ihres Erbes aufgebaut haben, sind die von Moor Mother angeführte Band Irreversible Entanglements, die mit Who Sent You? (2020) für Aufmerksamkeit sorgten und eine weite stilistische Bandbreite, einen rituellen Aufführungsstil und eine starke historische Verankerung bevorzugen; das Artifacts Trio von Tomeka Reid, Nicole Mitchell und Schlagzeuger Mike Reed, eine Band, die sich ausdrücklich der Würdigung der Vergangenheit und Gegenwart des AACM verschrieben hat (…And Then There’s This, 2021); und die 2023 verstorbene Jaimie Branch, die für ihren herausfordernden und doch feierlichen avantgardistischen Stil (auf Alben wie Fly or Die II: Bird Dogs of Paradise) bekannt war.

## Preise und Auszeichnungen
Das Album Full Force (1980) wurde vielfach preisgekrönt, beispielsweise im Down Beat als „Album des Jahres“; dies zog weitere Poll-Siege der Gruppe als Band des Jahres und auch einzelner Musiker (zum Beispiel von Lester Bowie) nach sich. Die CD Coming Home Jamaica führte dazu, dass das Art Ensemble für 1996 vom Down Beat als „beste akustische Musikgruppe des Jahres“ ausgezeichnet wurde. 1998 wurde das Album Fanfare for the Warriors in die Liste “100 Records That Set the World on Fire (While No One Was Listening)” von The Wire aufgenommen.

## Auswahldiskographie
- 1967 – Art Ensemble 1967-1968 (Nessa)
- 1969 – A Jackson in Your House (BYG Actuel/Metronome)
- 1969 – People in Sorrow (Pathé)
- 1969 – The Paris Session (1969 Freedom/1975 Arista)
- 1970 – Les Stances à Sophie (ursprünglich für einen gleichnamigen französischen Film von Moshé Mizrahi gedacht)
- 1973 – Fanfare for the Warriors (Atlantic)
- 1974 – Tutankhamun (RCA/Freedom)
- 1975 – Live Part 1/2 (BYG Actuel)
- 1978 – Nice Guys (ECM)
- 1980 – Urban Bushmen (ECM)
- 1980 – Full Force (ECM)
- 1982 – Great Black Music, Ancient to the Future (DIW)
- 1984 – The Complete Live in Japan (DIW)
- 1985 – Naked (DIW)
- 1989 – The Alternate Express (DIW)
- 1989 – The Art Ensemble of Soweto (DIW)
- 1990 – Dreaming of the Masters Suite (DIW)
- 2003 – The Meeting (Pi)
- 2003 – Tribute to Lester (ECM)
- 2018 – We Are on the Edge: A 50th Anniversary Celebration (Pi)
- 2023 – The Sixth Decade: From Paris to Paris (RogueArt)